# Quan hệ giữa tôn giáo và khoa học
Quan hệ giữa tôn giáo và khoa học là mối quan hệ lâu đời và phức tạp giữa tôn giáo và khoa học trong lịch sử nhân loại. Các nhà sử học chuyên về khoa học và tôn giáo, triết gia, nhà thần học, nhà khoa học và những người khác từ các khu vực địa lý và văn hóa khác nhau đã giải quyết nhiều khía cạnh của mối quan hệ giữa tôn giáo và khoa học. Các câu hỏi quan trọng trong tranh luận này bao gồm: liệu tôn giáo và khoa học có tương thích hay không, liệu niềm tin tôn giáo có thể có lợi hoặc ức chế khoa học không.
Mặc dù thế giới cổ đại và trung cổ không có khái niệm giống với cách hiểu hiện đại về "khoa học" hay "tôn giáo", một số yếu tố của các ý tưởng hiện đại về chủ đề này tái diễn trong suốt lịch sử. Các cụm từ có cấu trúc cặp "tôn giáo và khoa học" và "khoa học và tôn giáo" lần đầu tiên xuất hiện trong văn học vào thế kỷ 19. Điều này trùng hợp với việc tinh chỉnh "khoa học" (từ ngành "triết học tự nhiên") và "tôn giáo" như những khái niệm khác biệt trong vài thế kỷ trước, một phần do sự chuyên nghiệp hóa của khoa học, Cải cách Tin lành, thuộc địa và toàn cầu hóa. Kể từ đó, mối quan hệ giữa khoa học và tôn giáo đã được đặc trưng theo các khía cạnh 'xung đột', 'hòa hợp', 'phức tạp' và 'độc lập lẫn nhau', v.v....
Cả khoa học và tôn giáo đều có những yếu tố xã hội và văn hóa phức tạp, khác nhau giữa các nền văn hóa và thay đổi theo thời gian. Hầu hết các đổi mới khoa học (và kỹ thuật) trước cuộc cách mạng khoa học đã đạt được bởi các xã hội được tổ chức bởi các truyền thống tôn giáo. Các học giả pagan cổ đại, Hồi giáo và Kitô giáo tiên phong các yếu tố riêng lẻ của phương pháp khoa học. Roger Bacon, thường được ghi nhận là chính thức hóa phương pháp khoa học, là một tu sĩ dòng Phanxicô. Tư tưởng Nho giáo, dù về bản chất là tôn giáo hay không tôn giáo, đã giữ những quan điểm khác nhau về khoa học theo thời gian. Nhiều tín đồ Phật giáo thế kỷ 21 coi khoa học là bổ sung cho niềm tin của họ. Trong khi sự phân loại thế giới vật chất của người Ấn Độ và Hy Lạp cổ đại chia thành không khí, đất, lửa và nước mang tính siêu hình hơn, và các nhân vật như Anaxagoras đã đặt câu hỏi về những quan điểm phổ biến nhất về các vị thần Hy Lạp, các học giả Trung Đông thời trung cổ phân loại vật chất theo kinh nghiệm.
Các sự kiện ở châu Âu như vụ Galileo đầu thế kỷ 17, gắn liền với cuộc cách mạng khoa học và Thời đại khai sáng, khiến các học giả như John William Draper đưa ra định đề (k. 1874) một luận thuyết xung đột, cho rằng tôn giáo và khoa học đã xung đột về phương pháp, dữ kiện và chính trị trong suốt chiều dài lịch sử. Một số nhà khoa học đương đại (như Richard Dawkins, Lawrence Krauss, Peter Atkins và Donald Prothero) đã ủng hộ luận thuyết này. Tuy nhiên, luận thuyết xung đột đã mất đi sự ủng hộ của hầu hết các nhà sử học khoa học đương đại.
Nhiều nhà khoa học, triết gia và nhà thần học trong suốt lịch sử, như Francisco Ayala, Kenneth R. Miller và Francis Collins, đã thấy có sự tương thích hoặc phụ thuộc lẫn nhau giữa tôn giáo và khoa học. Nhà sinh vật học Stephen Jay Gould, các nhà khoa học khác, và một số nhà thần học đương thời coi tôn giáo và khoa học là các lĩnh vực không chồng chéo, chúng góp phần giải quyết các dạng kiến thức và khía cạnh riêng biệt của cuộc sống. Một số nhà thần học hoặc nhà sử học khoa học, bao gồm John Lennox, Thomas Berry, Brian Swimme và Ken Wilber đề xuất một mối liên hệ giữa khoa học và tôn giáo, trong khi những người khác như Ian Barbour tin rằng thậm chí còn có sự tương đồng giữa chúng.
Sự chấp nhận của công chúng đối với các sự kiện khoa học đôi khi có thể bị ảnh hưởng bởi niềm tin tôn giáo như ở Hoa Kỳ, nơi một số từ chối khái niệm tiến hóa bằng chọn lọc tự nhiên, đặc biệt là liên quan đến con người. Tuy nhiên, Viện Hàn lâm Khoa học Quốc gia Hoa Kỳ đã viết rằng "bằng chứng cho sự tiến hóa có thể hoàn toàn tương thích với đức tin tôn giáo", và quan điểm này được nhiều hệ phái tôn giáo ủng hộ.